# Лескурея складчаста
Лескурея складчаста (Lescuraea plicata) — вид мохів порядку гіпнобрієвих (Hypnales).

## Поширення
Ареал охоплює такі частини світу: Європа.

## Характеристика

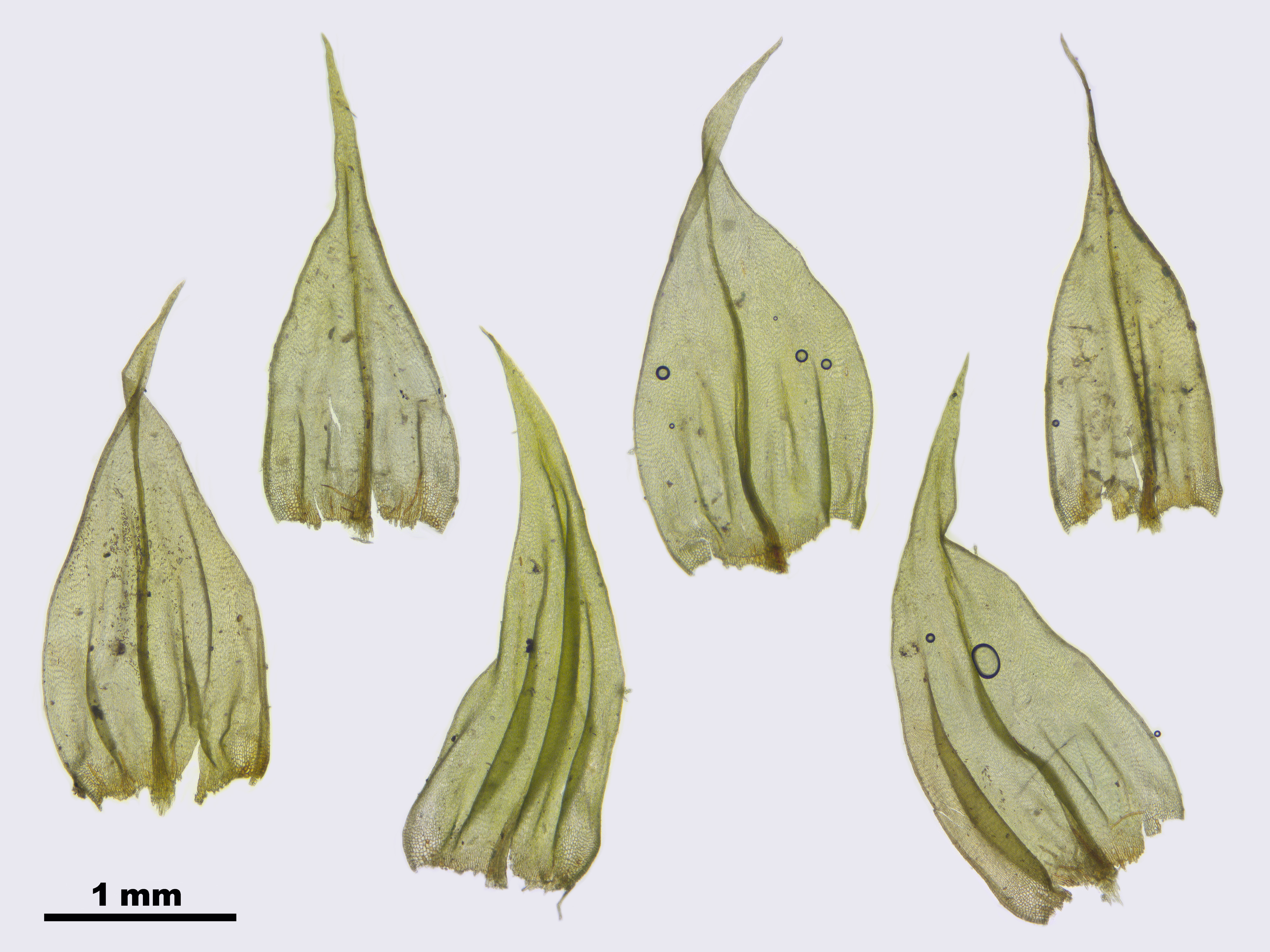